# Croce per anzianità di servizio della Polizia di Stato
La Croce per anzianità di servizio della polizia di Stato è un'onorificenza rilasciata agli appartenenti alla polizia di Stato.
Il riconoscimento viene conferito a tutto il personale della Polizia che abbia prestato onorevole servizio. La croce di anzianità è conferita nei tre gradi: oro, argento e bronzo, a tutti i dipendenti che abbiano compiuto rispettivamente trentacinque anni, trenta anni e vent'anni di servizio nei vari ruoli dell'amministrazione della pubblica sicurezza.
Per il raggiungimento degli anni indicati si sommano i periodi di onorevole servizio comunque prestato dal personale della polizia di Stato.

## Nastrini
Sull'uniforme di servizio ci si fregia del nastrino recante al centro una stelletta in oro, in argento o in bronzo rispecchiante il grado della decorazione.
 (35 anni)
 (30 anni)
 (20 anni)